# Tyrannus
Tyrannus es un género de aves paseriformes perteneciente a la familia Tyrannidae que agrupa a numerosas especies nativas de las Américas, cuyas áreas de distribución se encuentran desde Canadá, por América del Norte y Central, islas del Caribe y América del Sur, hasta el norte de la Patagonia en Argentina, Chile e Islas Malvinas.  A sus miembros se les conoce por el nombre común de tiranos o tijeretas y también sirirís, suirirís, pitirres, chileros o benteveos (entre muchos otros).

## Etimología
El nombre genérico masculino «Tyrannus» proviene del nombre específico Lanius tyrannus, cuyo epíteto en latín significa ‘tirano’, ‘déspota’, ‘dictador’, en referencia al comportamiento agresivo de la especie en defensa de su territorio.

## Características
Las aves de este género son tiránidos grandes, midiendo entre 19 y 24 cm de longitud, exceptuando las tijeretas sabanera (Tyrannus savana) y rosada (Tyrannus forficatus), que con sus largas colas miden respectivamente 38 y 33 cm. Son conspícuos y a menudo numerosos y habitan en terrenos abiertos desde donde cazan insectos voladores. Típicamente tienen picos bastante robustos, cobertoras auriculares oscuras («máscara») y colas con muesca. El tirano oriental (Tyrannus tyrannus) y la tijereta sabanera tienen picos menores y una apariencia más encapuchada. Todos ostentan una mancha amarilla o naranja semioculta en la corona. La mayoría de las especies se comporta combativamente en la defensa de sus territorios, principalmente en la época reproductiva, desafiando inclusive aves mayores, como aves rapazes y tucanes.
Varias especies son migrantes de largas distancias, algunas son migratorias boreales (como T. verticalis, T. tyrannus y T. forficatus) mientras otras son migratorias australes (como T. melancholicus y T. savana).

## Taxonomía
Los estudios de Gómez-Bahamón et al. (2020) presentaron evidencias de que la subespecie migratoria (la nominal) y las sedentarias (T. s. monachus, T. s. sanctamartae y T. s. circumdatus, residentes en el sur de México, América Central y norte de América del Sur) de Tyrannus savana deberían ser tratadas como especies separadas (Tyrannus monachus) debido a la sobreposición temporaria de las poblaciones reproductivas y no reproductivas y la especiación resultante de la falta de migración. El Comité Brasileño de Registros Ornitológicos (CBRO) ya reconoce la separación, mientras el Comité de Clasificación de Sudamérica (SACC) aguarda una proposición.
Los amplios estudios genético-moleculares realizados por Tello et al. (2009) descubrieron una cantidad de relaciones novedosas dentro de la familia Tyrannidae que todavía no están reflejadas en la mayoría de las clasificaciones. Siguiendo estos estudios, Ohlson et al. (2013) propusieron dividir Tyrannidae en cinco familias. Según el ordenamiento propuesto, Tyrannus permanece en Tyrannidae, en una subfamilia Tyranninae Vigors, 1825, en una tribu Tyrannini Vigors, 1825, junto a Pitangus, Philohydor, Machetornis, Tyrannopsis, Megarynchus, Myiodynastes, Conopias (provisoriamente), Phelpsia (provisoriamente), Myiozetetes, Empidonomus y Griseotyrannus.

## Lista de especies
Según las clasificaciones del Congreso Ornitológico Internacional (IOC) y Clements Checklist/eBird, agrupa a las siguientes especies, con su respectivo nombre común de acuerdo con la Sociedad Española de Ornitología (SEO):
| Imagen | Nombre científico          | Autor             | Nombre común       | Estado de conservación | Distribución |
| ------ | -------------------------- | ----------------- | ------------------ | ---------------------- | ------------ |
|        | Tyrannus niveigularis      | P.L Sclater, 1860 | tirano gorginíveo  | LC                     |              |
|        | Tyrannus albogularis       | Burmeister, 1856  | tirano gorgiblanco | LC                     |              |
|        | Tyrannus melancholicus     | Vieillot, 1819    | tirano melancólico | LC                     |              |
|        | Tyrannus couchii           | Baird, 1858       | tirano silbador    | LC                     |              |
|        | Tyrannus vociferans        | Swainson, 1826    | tirano gritón      | LC                     |              |
|        | Tyrannus crassirostris     | Swainson, 1826    | tirano piquigrueso | LC                     |              |
|        | Tyrannus verticalis        | Say, 1822         | tirano occidental  | LC                     |              |
|        | Tyrannus forficatus        | (Gmelin, 1789)    | tijereta rosada    | LC                     |              |
|        | Tyrannus savana            | Daudin, 1822      | tijereta sabanera  | LC                     |              |
|        | Tyrannus (savana) monachus | Hartlaub, 1844    | tijereta gris      | NE                     |              |
|        | Tyrannus tyrannus          | (Linnaeus, 1758)  | tirano oriental    | LC                     |              |
|        | Tyrannus dominicensis      | (Gmelin, 1788)    | tirano dominicano  | LC                     |              |
|        | Tyrannus cubensis          | Richmond, 1898    | tirano cubano      | EN                     |              |
|        | Tyrannus caudifasciatus    | d'Orbigny, 1839   | tirano guatíbere   | LC                     |              |